# Francisco Peguero
Pour les articles homonymes, voir Peguero (homonymie).
Francisco Peguero Baez (né le 1er juin 1988 à Nigua, République dominicaine) est un voltigeur des Ligues majeures de baseball évoluant avec les Orioles de Baltimore.

## Carrière
Francisco Peguero signe son premier contrat professionnel en 2005 avec les Giants de San Francisco. 
Il est rappelé des ligues mineures par San Francisco le 23 août 2012, après avoir vu la veille une série de 22 parties avec au moins un coup sûr prendre fin chez les Grizzlies de Fresno.
Peguero fait ses débuts dans le baseball majeur avec les Giants le 25 août 2012 contre les Braves d'Atlanta. Il réussit son premier coup sûr au plus haut niveau le 23 septembre suivant face au lanceur Eric Stults des Padres de San Diego. Un an plus tard, le 29 septembre 2013, il récolte son premier point produit et frappe son premier coup de circuit dans les majeures aux dépens du lanceur Huston Street des Padres. Peguero dispute 17 matchs pour les Giants en 2012 et 18 en 2013. En 35 parties au total, il frappe dans une moyenne au bâton de ,200 pour San Francisco.
Il rejoint les Orioles de Baltimore le 7 décembre 2013.